# Piet Dieleman
Pieter Lein (Piet) Dieleman (Arnemuiden, 19 februari 1956) is een Nederlandse beeldhouwer, schilder, tekenaar en fotograaf.

## Leven en werk
Dieleman, die werd geboren in Arnemuiden, bezocht van 1972 tot 1975 de MTS voor Fotografie en Fototechniek in Den Haag. Aansluitend studeerde hij van 1975 tot 1980 bij onder anderen Krijn Giezen aan de Academie voor Beeldende Kunsten en Technische Wetenschappen in Rotterdam.
Dieleman had zijn eerste solo-expositie in 1981 in Galerie 't Venster in Rotterdam en kreeg in 1981 en 1982 een stipendium van de Rotterdamse Kunststichting. Hij maakte in die periode deel uit van de kunststroming De Nieuwe Wilden. In 1982 won hij eveneens de Aanmoedigingsprijs voor Jong Zeeuws Talent van de provincie Zeeland en in 1983 de Van Bommel van Dam Prijs. Ten slotte kreeg hij van 1987 tot 1992 een werkbeurs beeldende kunsten van WVC.
De abstract werkende kunstenaar woonde en werkte achtereenvolgens in Rotterdam, Arnemuiden en Middelburg.

## Enkele werken in de openbare ruimte
- Zonder titel (1993), Veldlaan, Emmen
- Zonder titel (1993), Luchthaven Schiphol
- Zonder titel (1995), Agrarische Hogeschool, Velp
- Zonder titel (1995), Cultureel Centrum Prinsenland, Rotterdam
- Zonder titel (1997), Rijtuigweg, Bergen op Zoom
- Zonder titel (2000), Amsterdam-Zeeburg

## Fotogalerij

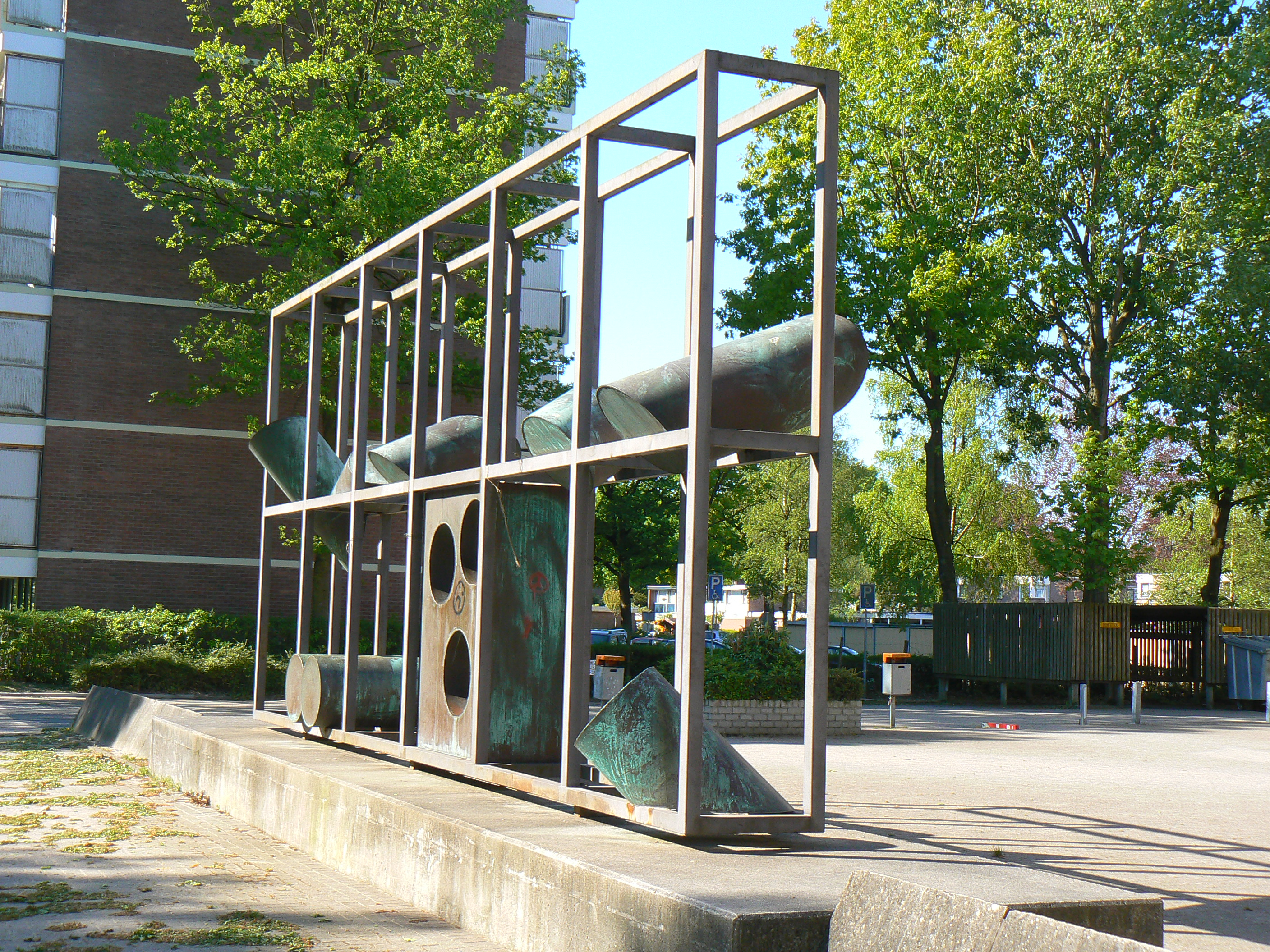
Zonder titel (1993), Emmen
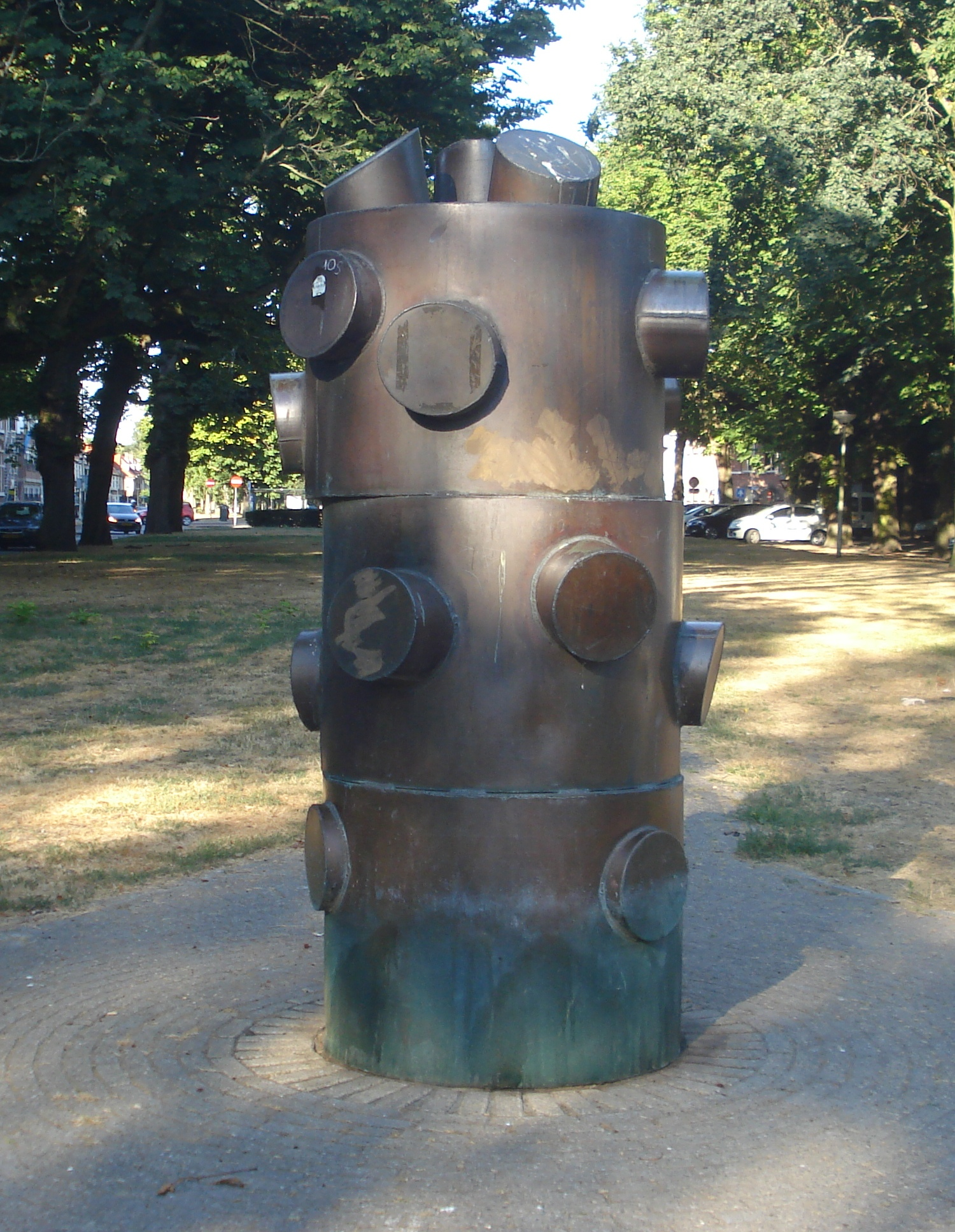
Zonder titel (1997), Bergen op Zoom